# أدولف جاكوبس
أدولف جاكوبس (بالإنجليزية: Adolph Jacobs)‏ هو موسيقي أمريكي، ولد في 15 أبريل 1939، وتوفي في 23 يوليو 2014.